# Оборона Олександрівськ-Грушевська
Оборона Олександрівськ-Грушевська — серія бойових зіткнень між червоногвардійськими загонами які контролювали Олександрівськ-Грушевський і козаками навколишніх станиць які намагалися захопити головний політичний і промисловий центр східного Донбасу на початку 1918 року. Перші зіткнення почалися в березні 1918 з окремих нападів на місто, зіткнення продовжилися до 11 травня 1918 року. В кінці квітня 1918 року в місто прибув головні урядовий орган першої Донецької губернії Центральний Військово-Революційний Комітет Донбасу.
У білогвардійських джерелах Олександрівськ-Грушевський в цей період згадувався як:
"Сильний більшовицький центр шахтного району на північ від Новочеркаська";
"На півночі в відстані 2-х переходів від Новочеркаська, ще тримався оплот більшовиків — місто Олександрівськ-Грушевський, служачи джерелом невичерпних резервів червоних, які осіли на найближчих підступах до міста".

## Історія
31 січня 1918 року червоногвардійські загони за допомогою місцевих шахтарів зайняли Олександрівськ-Грушевський, відразу ж в місті було створено районний військово-революційного комітету.
З лютого загони червоногвардійців сформовані з місцевих шахтарів здійснювали набіги на навколишні козачі станиці основною метою яких були реквізії майна і продуктів у козаків. В помсту козачі загони здійснювали набіги на Олександрівськ-Грушевський. У зв'язку з цим шахтарі створювали бойові дружини які тримали оборону навколо міста, ними командував начальник міської міліції більшовик А. Ф. Рожков.
У березні козачі набіги почастішали численні рудники які перебували на околиці міста стали бойовими опорними пунктами на окремих териконах були встановлені прожектори також там були створені кулеметні гнізда навколо рудників були вириті окопи. У разі нападу козаків, на шахті включали тривожний гудок за покликом якого на шахту прибували робітники які отримували зброю і займали позиції в окопах. Після відбиття нападу робочі повирталися до свого житла і на свої робочі місця.
У березні розрізнені шахтарські загони які були створені в околицях Олександра-Грушевського були об'єднані в 12 бойових дружин загальною чисельністю 8157 бійців. Окремі бойові дружини мали кулеметні команди всього було 18 кулеметників при 8 кулеметах.
Ці події були описані в книзі Редькін І. "Так гартувалася сталь" :
"В першу післяреволюційну весну в місті формувався красногвардейский загін. На вулицю Криву [нині Пролетарську] де розміщувався склад зброї, йшли гірники навколишніх шахт. Вони вступали до лав Червоної Гвардії ... Червоногвардійці по черзі несли патрульно-вартову службу в місті працювали в шахті, гвинтівки зберігали вдома."
8 квітня розпочався новий етап боротьби козаків з більшовиками в станиці Костянтинівській під керівництвом П. Х. Попова все повсталі козаки отримали нову організацію. Польовим похідним Штабом Попова козаки в районі Алескандара-Грушевського були об'єднані в Північну групу Донський армії під командуванням отамана Семилетова з штабом в станиці Раздорський. В цей же час в Олександро-Грушевським йшла посилена добровільна і примусова мобілізація робітників і селян до лав Червоної Армії.
Незважаючи на бажання козаків звільнити столицю Дону Новочеркаськ прохідний отаман Попов вирішив перенести основну увагу на центр більшовиків у східному Донбасі Олександрівськ-Грушевський. Тому він наказав отаману Денисову з його групи, для посилення Північної групи передати Роздольненський, Богаєвський, Мелеховський піші полки полковнику Бикодорову, після залишення ним Усть-Белокаалітвенской виділити з його отряда Верхньо і Нижньо-Кудрючевскі дружини під загальним командуванням Старикова та забезпечити ними не тільки правий фланг Північної групи, але і від можливого удару в тил з Костянтинівській, а полковнику Семилетова наказав 15 квітня взяти штурмом Олександрівськ-Грушевський.

### Перший штурм (15 квітня 1918)
Наступ почався як і було заплановано вранці 15 квітня. Праве крило де були партизани і полк Климова вже очистили радий рудників на підступах до Олександра-Грушевського, на лівому фланзі де були станичні дружини, з самого початку була заминка, а потім почалася метушня. Старшина Балихін, який керував на лівому крилі, побачивши коливання дружин, кинувся навперейми вже відходить їх лівим флангом, щоб затримати їх і тим усунути паніку в дружинах, але був важко поранений і не встиг переламати коливання мелеховцев, «здали» спочатку на лівому фланзі, а потім змусили цим і всю групу відійти. Раздорський полк відійшов до заплави, богаевци і меліховци - до себе в станиці причому меліховци привели в свою станицю червоних фуражирів і навіть забезпечили їх фуражем і провіантом. А партизани, обійдені з лівого флангу, понесли великі втрати, особливо семілетовскіе піші сотні.
Учасник тих подій так описував ці події:
"На світанку білі атакували позиції на підступах до копалень з боку Раздорський і штурмом зайняли Парамоновскіе і Бурусовскіе шахти. Тривожні гудки ще не зайнятих білими шахт звали на допомогу ..." На допомогу червоноармійським шахтарським загонам прийшов піхотний революційний загін х. Садки. "У білих паніка, всі біжать, багато хто кидає зброю, кажуть, що у них в тилу червоні ..."
У період наступу частин Семилетова обороною міста керував підпоручик царської армії уродженець Олександра - Грушевська Афанасій Пескунов.

### Другий штурм (18 квітня 1918)
Незважаючи на першу невдачу отаман Попов наказав Північної групі готуватися до чергового штурму міста. Підготовка йшла день і ніч з навколишніх станиць підходило підкріплення, але був гострий брак боєприпасів. Патронів було всього 10 тисяч, а снарядів - 40 штук на знаряддя.
17 квітня Донецький загін біля станції Тацинская захопив у більшовиків л близько 5 тисяч снарядів і до 200 тисяч патронів, що внесло велику паніку в червоне командування. Похідний отаман, беручи до уваги обстановку, наказав Північної групі зайняти вихідне положення для нової атаки Олександро-Грушевського.
18 квітня, рано вранці, Північна група розпочала атаку Олександро-Грушевського. Права колона зосередженим ударом сміла червоних і на їх плечах увірвалася на перші рудники. Але ліва колона з Новочеркаського і Раздорський полків, під командою полковника Фіцхелаурова, що атакувала з півдня Бурасовскій рудник, пригнічена артилерією червоних, почала поспішно відходити, абсолютно оголивши лівий фланг Північної групи. Цим скористалися більшовики, негайно розвинувши ураганний вогонь у фланг і по тилах семілетовцев. Висланий для парирування охоплення Коломацький полк, не підтриманий артилерією Семилетова через відсутність снарядів, не міг зупинити нахлинувшее лавину червоних. Група Фіцхелаурова відійшла в Заплави.
Черговий штурм закінчився нічим.
20 квітня червоноармійці зробили дві вилазки в напрямку Мокрого Лога. Обидві атаки козаками були відбиті, було захоплено значну кількість зброї та снарядів. Втрати Північної групи були незначні, а червоноармійці на поле бою залишили море трупів.

### Третій штурм
Розгром козаками червоноармійців у Мокрого Лога підняв дух Північної групи, козаки говорили про необхідність нічного штурму міста.
У ніч на 21-е Попов отримав донесення свого начальника штабу полковника Сидорина, що, згідно з доповіддю агента особливого відділення вахмістра Іванова, який повернувся з Олександрівськ - Грушевського, там після бою під Мокрим балкою почалося розкладання: мобілізовані селяни і робітники йдуть з Червоної армії, йдуть і проходять ешелони в сторону Ростова, в місті залишається лише місцевий гарнізон з гірничозаводських робочих, фронтовиків і місцевого населення. Сидорин просив Походного отамана 21-го знову атакувати місто за допомогою деякої частини військ Південної групи Донський армії, але генерал Попов, в силу сукупності всіх даних, наказав «почекати» з новим наступом на Олександрівськ - Грушевського.
23 квітня Попов наказав Семіпалову залишивши заслін проти Олександро-Грушевського частину полків перекинути на штурм Новочеркаська.
24 квітня червоноармійці здійснили атаку в напрямку Персіановка яка була успішно відбита козаками, але для надійності Попов наказав в район Персіановка висунути спеціальний загін.
25 квітня красногвардейские частини пригнічені з півночі німцями і повстанцями козаками з району Олександро - Грушевського через Персіановка широким фронтом повели наступ на Новочеркаськ. За загальним планом полковнику Семілетова було наказано вдарити кіннотою в тил наступаючих червоних і пішим козакам у фланг. У цій же операції брав участь кінно козачий дивізіон осавула Фролова сформований в Новоазовську. Після розгрому червоноармійців частина з них обійшовши Олександрівськ - Грушевського перед яким з'явився заслін вийшли до Лихий на якій сіли в ешелони і виїхали до Царицина.
26 квітня по іншими відомостями 28 загін під командуванням Олександра Петровича Фіцхелаурова Північної групи Донський армії після бою опанувала містом. У Олександрівськ-Грушевському відновлено міське самоврядування. Він увійшов до складу незалежної держави Всевелике Військо Донське, в складі якого пробуде до грудня 1919 року.